# Anders Benjamin Wærnelius
Anders Benjamin Wærnelius, född 28 oktober 1792 i Vårdsbergs församling, Östergötlands län, död 10 augusti 1872 i Gårdeby församling, Östergötlands län, var en svensk präst.

## Biografi
Wærnelius föddes 1792 i Vårdsbergs församling. Han var son till organisten Per Wærnelius och Maria Christina Wåhlander. Wærnelius blev höstterminen 1813 student vid Uppsala universitet och prästvigdes 14 september 1817. Han blev 15 oktober 1831 komminister i Simonstorps församling, tillträde 1832. Wærnelius avlade 29 mars 1843 pastoralexamen och blev 13 januari 1845 kyrkoherde i Gårdeby församling, tillträde 1847. Han blev 17 december 1856 prost. Wærnelius avled 1872 i Gårdeby församling.

### Familj
Wærnelius gifte sig 1832 med Anna Sophia Wahlgren (1797–1884). Hon var dotter till organisten Olof Wahlgren och Elisabeth Bergstedt i Västerviks församling. De fick tillsammans barnen Maria Sophia Wærnelius som var gift med klädefabrikören Carl August Pettersson i Norrköping och kyrkoherden P. A. B. Styrling i Vårdnäs församling, Emilia Fredrica Wærnelius (1834–1842) och läroverksadjunkten Anton Bernhard Wærnelius i Nyköping.